# 温水坪站
溫水坪站（韓語：온수평역）是朝鮮民主主義人民共和國咸鏡北道吉州郡溫川里的一個鐵路車站，属于平罗线。

## 邻近车站
平羅線
金松站 - 溫水坪站 - 明川站